# Lưu Nhã Sắt
Lưu Hân, thường được biết đến với nghệ danh Lưu Nhã Sắt (tiếng Trung: 刘雅瑟, tiếng Anh: Cya Liu Ya-se, sinh ngày 13 tháng 1 năm 1989), là một nữ diễn viên kiêm ca sĩ người Trung Quốc. Từng là một thành viên của nhóm nhạc OP, tuy nhiên cô được khán giả biết đến qua vai diễn Chu Tiểu Bắc trong bộ phim So Young (2013). 
Năm 2022, với vai diễn Vương Đào trong bộ phim Răng khôn (2021), cô được giới chuyên môn công nhận về khả năng diễn xuất đầy biến hóa của mình, và đồng thời còn nhận giải Nữ diễn viên chính xuất sắc nhất tại giải thưởng điện ảnh Hồng Kông lần thứ 40.

## Đời tư và sự nghiệp
Lưu Nhã Sắt sinh ra trong một gia đình công nhân bình thường ở thành phố Hành Dương, tỉnh Hồ Nam. Năm 2004, khi còn là học sinh năm hai trung học, cô đã đăng ký tham gia chương trình tài năng "Học viện ngôi sao" của Đài truyền hình Hồ Nam. Mặc dù kỹ năng ca hát của cô không quá xuất sắc, nhưng cô đã giành được sự ủng hộ của khán giả với hình ảnh độc đáo của mình, cuối cùng cô giành được vị trí thứ ba, chính thức bước vào làng giải trí. Cũng trong năm 2004, cô phát hành đĩa đơn solo đầu tiên.
Sau khi tốt nghiệp trung học, cô học diễn xuất tại một trường điện ảnh và truyền hình tư nhân tại Bắc Kinh. Năm 2006, cô được đạo diễn Lữ Nhạc chọn đóng vai nữ chính Hà Phong trong bộ phim đầu tay Thirteen Princess Trees. Năm 2007, cô tham gia chương trình tìm kiếm tài năng "My style, my show" của đài truyền hình Đông Phương và đạt được giải quán quân toàn quốc, thành lập nhóm nhạc OP kết hợp với Mã Hải Sinh, Ngô Bân và Cao Dương. Nhưng vì công ty không đủ kiên nhẫn cũng như kế hoạch quản lý không phù hợp, cuối cùng nhóm cũng phải thông báo giải tán. Năm 2009, cô tiếp tục tham gia chương trình tìm kiếm tài năng của đài truyền hình Hồ Nam "Super Girl", cuối cùng dừng lại ở top 20, không thể tiến vào chung kết.
Năm 2012, cô đổi tên thành Lưu Nhã Sắt, được lấy từ một mẫu câu đồng âm, có nghĩa là “Đắc ý một cách ưu nhã”. Năm 2013, cô trở nên quen thuộc với vai diễn Chu Tiểu Bắc trong bộ phim So Young của đạo diễn Triệu Vy, kể từ đó cô tham gia diễn xuất qua các bộ phim Đợi Gió Đến, Năm tháng vội vã, Rock Hero và các bộ phim khác.
Vào tháng 7 năm 2016, cô ký hợp đồng với Đường Nhân Ảnh Thị, đóng phim Truyền Thuyết Thanh Khâu Hồ và Tiên Kiếm Vân Chi Phàm, đồng thời tham gia bộ phim Hồng Kông đầu tiên Hạnh Phúc Giản Đơn. Năm 2018, cô ký hợp đồng với Lanlan Broker thuộc Tập đoàn Phát thanh và Truyền hình Chiết Giang, tham gia các chương trình tạp kỹ như Tôi chính là diễn viên và Diễn viên mời vào chỗ. Vào tháng 10 năm 2020, Lưu Nhã Sắt nhận giải Nữ diễn viên chính xuất sắc nhất tại Liên hoan phim quốc tế Bình Dao lần thứ 4 cho phim Quán cà phê hoang dã. 
Tháng 12 năm 2020, vận mệnh của Lưu Nhã Sắt lần nữa chuyển biến khi cô gia nhập Emperor Group. Năm 2021, cô giành giải Nữ diễn viên chính xuất sắc nhất của Hiệp hội Biên kịch phim Hồng Kông cho vai Vuơng Đào trong phim Răng khôn. Năm 2022, Lưu Nhã Sắt tiếp tục nhận hàng loạt giải thưởng cho vai diễn kể trên, trong đó có hạng mục nữ chính xuất sắc nhất tại giải Kim Tượng lần thứ 40.
Năm 2023, Lưu Nhã Sắt tham gia chương trình Đạp Gió 2023, trở lại với sân khấu của Đài truyền hình Hồ Nam. Cô xuất sắc tiến vào chung kết qua các vòng công diễn đầy màu sắc, và kết thúc chương trình với thứ hạng 13 chung cuộc, để lại nhiều ấn tượng tốt đẹp và thu hút được sự chú ý trong lẫn ngoài nước. 

## Danh sách phim

### Phim truyền hình
| Năm ra mắt | Tên phim                              | Vai diễn       | Chú thích         |
| ---------- | ------------------------------------- | -------------- | ----------------- |
| 2004       | Học viện ngôi sao: "Lâu đài ma thuật" | Lưu Tân        |                   |
| 2014       | Taxi Lúc Nửa Đêm                      | Phương Phương  |                   |
| 2015       | Em Là Em Gái Của Tôi                  | An Nhạc        |                   |
| 2016       | Truyền thuyết Thanh Khâu Hồ           | Tô Hỉ          | Phần "Hằng Nương" |
| 2016       | Tiên Kiếm Vân Chi Phàm                | Phương Thái Vi |                   |
| 2016       | Phụ nữ không mạnh, trời không dung    | Hữu Hữu        |                   |
| 2018       | Tân Vạn Gia Đăng Hỏa                  | Phùng Tiểu Hạ  |                   |
| 2018       | Cẩn thận, xem chiêu đây               | Triệu Tiểu Tân | web drama         |
| 2020       | Cùng nhau                             | Triệu Anh      | Phần "Núi Vulcan" |
| 2021       | Chúng ta của lúc này                  | Diệp Khả       | Mangotv           |

### Phim điện ảnh
| Năm  | Phim                                                    | Vai diễn                    | Ghi chú                   |
| ---- | ------------------------------------------------------- | --------------------------- | ------------------------- |
| 2006 | Mười Ba Cây Bào Đồng                                    | Hà Phong                    |                           |
| 2009 | Taxi nửa đêm                                            |                             | khách mời                 |
| 2011 | Sống Cùng Thời Trang                                    |                             | khách mời                 |
| 2011 | Under The Influence                                     | Nghiêm Mông Mông            |                           |
| 2012 | Ai Nói Voi Không Biết Nhảy                              | Lý Chân                     |                           |
| 2012 | Ăn Mày Nam Nữ 2012                                      | Em họ Hầu Vũ Phàm           |                           |
| 2013 | Gửi Tuổi Thanh Xuân                                     | Chu Tiểu Bắc                |                           |
| 2014 | Đợi Gió Đến                                             | Lý Mỹ Linh / Lý Nhiệt Huyết |                           |
| 2014 | Năm Tháng Vội Vã                                        | Thất Thất                   |                           |
| 2014 | Thuyết Tiến Hóa Tình Yêu                                | Phan Tiểu Tinh              |                           |
| 2015 | Thất cô                                                 | Tiểu Cư                     |                           |
| 2015 | Rock Hero                                               | Khương Xuân Hiểu            |                           |
| 2015 | Kinh Nghiệm Yêu Lần Đầu                                 | Yuki                        |                           |
| 2016 | Money and Love                                          | Đảo Thiếp Nữ Vương          |                           |
| 2016 | Foolish Plans                                           | Đa Đa                       |                           |
| 2016 | Hạnh Phúc Giản Đơn                                      | Tiểu Nguyệt                 |                           |
| 2018 | " Xin cho tôi lời khuyên trong suốt quãng đời còn lại " | Koharu                      |                           |
| 2018 | Kính Tượng Nhân · Minh Nhật Thanh Xuân                  | Quảng Bắc                   |                           |
| 2020 | Invisible Bedmate                                       | Thẩm Diệc Trinh             | phim trực tuyến           |
| 2020 | Mạch lộ nhân                                            | Lương Tuệ Nghiên            |                           |
| 2020 | Quán cà phê hoang dã                                    | Hàn Viễn Phương             |                           |
| 2021 | Răng khôn                                               | Vương Đào                   | Bắt đầu quay vào năm 2017 |
| 2022 | Bữa Cơm Đoàn Viên                                       | Lưu Tử Hồng                 | phim singapore            |
| 2023 | Mật Mã Vùng Cực                                         | La Lan                      | phim trực tuyến           |
| 2023 | Kỳ Môn Độn Giáp 2                                       | Phong Tiểu Tiểu             | phim trực tuyến           |
| 2023 | Thiên long bát bộ: Kiều Phong truyện                    | A Tử                        |                           |

### Chương trình giải trí
| Năm ra mắt | Tên chương trình                                  | Kênh                            | Nhận xét                                                |
| 2004       | Học Viện Ngôi Sao                                 | Truyền hình Hồ Nam              | Sử dụng tên Lưu Hân, hạng 3 chung cuộc                  |
| 2007       | My Style, My Show                                 | Truyền hình Đông Phương         | Sử dụng tên Lưu Hân, quán quân                          |
| 2009       | Super Girl                                        | Truyền hình vệ tinh Hồ Nam      | Sử dụng tên Lưu Hân, top 20 toàn quốc                   |
| 2016       | Thực tập sinh ma thổi đèn                         | IQIYI                           | Chương trình thực tế                                    |
| 2016       | Bạn càng có nhiều kế hoạch, bạn sẽ càng hạnh phúc | Truyền hình kinh tế hồ nam      | Số phát hành 20160221                                   |
| 2017       | Bạn đến từ Hồ Nam?                                | Truyền hình kinh tế hồ nam      |                                                         |
| 2018       | Tôi chính là diễn viên Mùa 1                      | Truyền hình vệ tinh Chiết Giang | Khách mời tập 8 & 9                                     |
| 2019       | Khuê Nữ Nhà Tôi Mùa 1                             | Truyền hình vệ tinh Hồ Nam      | Khách mời số thứ 10                                     |
| 2019       | Hướng về cuộc sống mùa 3                          | Truyền hình vệ tinh Hồ Nam      | Khách mời tập 5 & 6                                     |
| 2019       | Ngày ngày tiến lên                                | Truyền hình vệ tinh Hồ Nam      | Số phát hành 20190818                                   |
| 2019       | Diễn Viên Mời Vào Chỗ Mùa 1                       | Video Tencent                   | Tập 1 diễn: 《Cút ngay! U Quân》 Tập 5 PK Trần Tiểu Vân |
| 2019       | Everybody Stand By                                | Video Tencent                   |                                                         |
| 2022       | Làm Thế Nào Đây! Đại Hội Hài Độc Thoại            | Video Tencent                   | Khách mời số 9                                          |
| 2023       | Offer Rung Động Lòng Người Mùa 4                  | Video Tencent                   | Khách mời số 9                                          |
| 2023       | Đạp Gió 2023                                      | Mango TV , Migu Video           | Hạng 13 chung cuộc.                                     |
| 2023       | Ký túc xá số 6                                    | Mango TV , Migu Video           | Khách mời tập 2, 5                                      |
| 2023       | Hương Vị Trung Hoa                                | Mango TV , Migu Video           | Khách mời tập 5                                         |
| 2024       | Celebrity Show Mùa 2                              | Truyền Hình Thượng Hải          | Khách mời tập 1                                         |

### Phim ngắn
• 2012《 Dạ | Hí 》vai Kim Chân
• 2017《 Không nhìn thấy mỹ nam TA giao hàng tiện lợi tại nhà 》 vai Âu Triết Luân
• 2023《Lối thoát trong đêm》 vai tài xế taxi (Microfilm-Toyota Motors)
• 2023《 Tò Mò Không Phải Mèo 》🔗 vai Ada (VOGUE FILM)

## Giải thưởng
| năm  | loại lễ                                                              | giải thưởng                      | Phim                 | kết quả   |
| ---- | -------------------------------------------------------------------- | -------------------------------- | -------------------- | --------- |
| 2014 | Diễn đàn video giới trẻ Trung Quốc lần thứ 9                         | Nữ diễn viên mới nổi của năm     | Rock Hero            | Đoạt giải |
| 2016 | Giải thưởng màn ảnh vàng lần thứ nhất                                | Nữ diễn viên phụ xuất sắc nhất   | Hạnh Phúc Giản Đơn   | Đề cử     |
| 2020 | Liên hoan phim quốc tế Bình Dao lần thứ 4                            | Nữ diễn viên chính xuất sắc nhất | Quán cà phê hoang dã | Đoạt giải |
| 2020 | Giải thưởng Điện ảnh Hồng Kông lần thứ 39                            | Nữ diễn viên phụ xuất sắc nhất   | Mạch Lộ Nhân         | Đề cử     |
| 2020 | People's Choice Awards                                               | Nữ diễn viên phụ xuất sắc nhất   | Mạch Lộ Nhân         | Đề cử     |
| 2022 | Giải thường niên của Hiệp hội Đạo diễn Điện ảnh Hồng Kông lần thứ 17 | Nữ diễn viên chính xuất sắc nhất | Răng khôn            | Đoạt giải |
| 2022 | Hiệp hội Biên kịch Điện ảnh Hồng Kông lần thứ 12                     | Thể hiện vai diễn xuất sắc nhất  | Răng khôn            | Đề cử     |
| 2022 | Giải thưởng Điện ảnh Hồng Kông lần thứ 40                            | Nữ diễn viên chính xuất sắc nhất | Răng khôn            | Đoạt giải |
| 2022 | Giải thưởng của Hiệp hội phê bình phim Hồng Kông lần thứ 28          | Nữ diễn viên chính xuất sắc nhất | Răng khôn            | Đoạt giải |
| 2022 | Giải Kim Mã lần thứ 59                                               | Nữ diễn viên chính xuất sắc nhất | Răng khôn            | Đề cử     |

## Danh sách đĩa nhạc
- Đĩa đơn năm 2004 "Rốt cuộc có sợ không, em không sợ, anh có sợ không, em không sợ" nằm trong album tổng hợp "Học viện ngôi -sao"
- Đĩa đơn năm 2009 “Dũng khí buông tay”
- Đĩa đơn năm 2010 "Nhìn chẳng quen”